# ГАЕС Lewiston
ГАЕС Lewiston — гідроакумулювальна електростанція у штаті Нью-Йорк, споруджена в одному комплексі з ГЕС Роберта Мозеса.
Розташований на правобережжі Ніагари комплекс станції Роберта Мозеса включає балансувальний резервуар довжиною 1,2 км, шириною 0,15 км та глибиною 31 метр, який вирішили використати як нижню водойму гідроакумулювальної схеми. Верхній резервуар створили за допомогою кам'яно-накидної дамби з глиняним ядром довжиною 10,5 км, в яку інтегрований машинний зал завдовжки 300 метрів. Вона утримує штучне водосховище з площею поверхні 7,7 км2 та об'ємом 91,5 млн м3 (корисний об'єм 85,7 млн м3).
Машинний зал станції обладнали дванадцятьма оборотними турбінами типу Френсіс потужністю по 20 МВт у генераторному та 28 МВт у насосному режимі, які використовують напір у 23 метри та забезпечують підйом на 26 метрів.
Зв'язок комплексу з енергосистемою відбувається по ЛЕП, що розраховані на роботу під напругою 115 кВ, 230 кВ та 345 кВ.